# Station Saint-Rémy-en-l'Eau
Station Saint-Remy-en-l'Eau is een spoorwegstation in de Franse gemeente Saint-Remy-en-l'Eau.